# Peramiho
Peramiho è una circoscrizione (ward) del distretto rurale di Songea, nella regione di Ruvuma, nel sud-ovest della Tanzania.
Vi sorge un'abbazia benedettina fondata nel 1898 dal missionario Cassian Spiss, della congregazione di Sant'Ottilia, per evangelizzare la regione: dall'abbazia nullius di Peramiho ebbero origine le diocesi di Mtwara e Songea.